# Concentraat

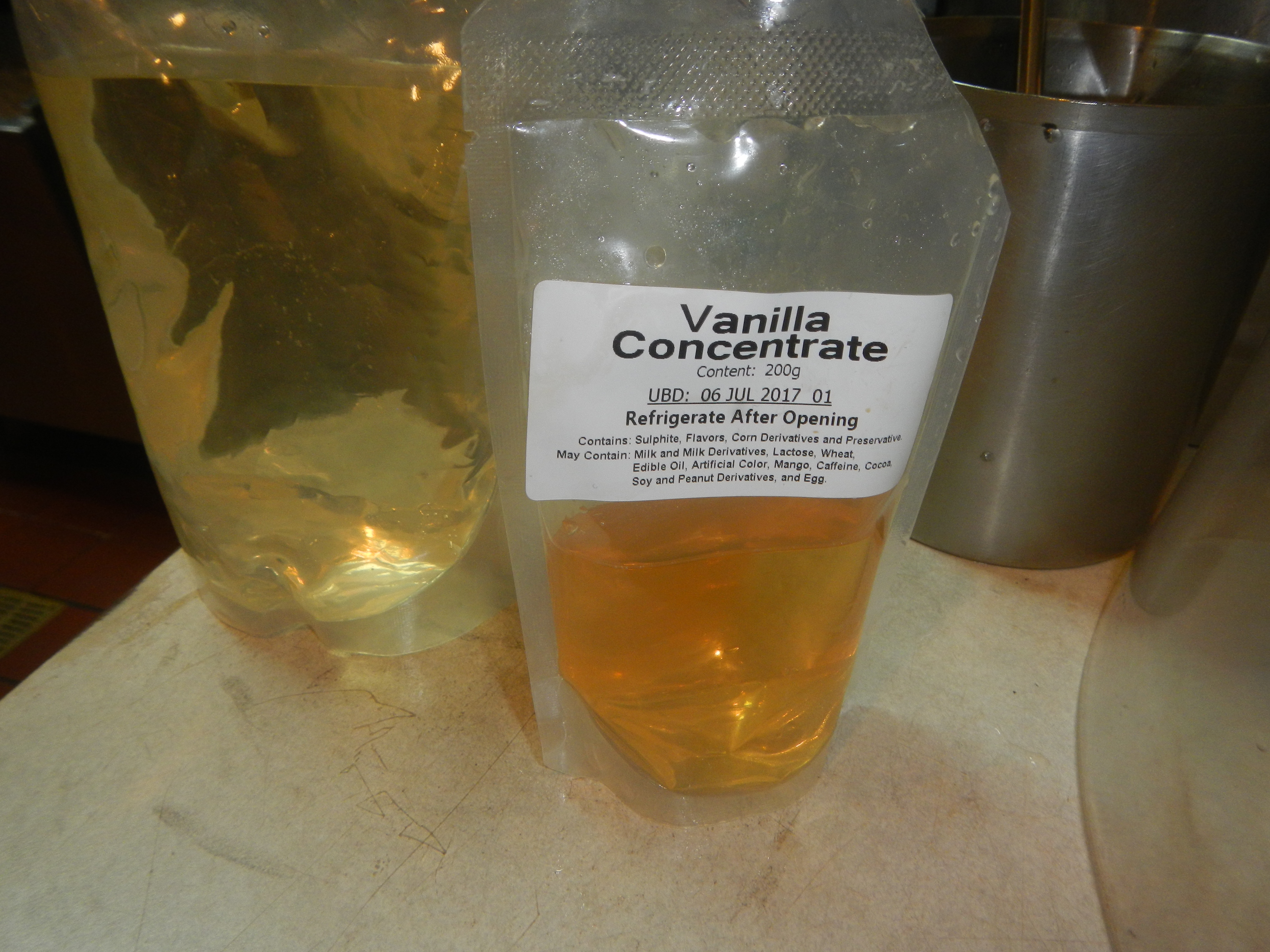
Een verpakking met vanilleconcentraat

Een concentraat is een poeder of een vloeistof die een of meer stoffen in een hoge concentratie of zelfs in technisch pure vorm bevat. Meestal wordt een concentraat verkregen door water uit een vloeistof gedeeltelijk of geheel te verwijderen. Een concentraat kan verkregen worden met technieken als inkoken, vriesdrogen, destilleren, centrifugeren en drogen.
Een concentraat wordt veel gebruikt in de voedingsmiddelenindustrie, zoals voor frisdranken en wijnen. Een voorbeeld is sinaasappelsap. Het concentraat wordt gemaakt op de plaats waar de sinaasappels worden gekweekt. Het concentraat vervoeren naar een andere plaats waar de sinaasappelsap wordt gedronken, reduceert dan door het geringere volume de transportkosten. Door het bijmengen van water kan dan weer de sinaasappelsap worden verkregen. Een ander voorbeeld is gedeïoniseerd sapconcentraat uit fruit zoals druiven, appels, ananas, dat alleen nog suiker bevat zonder de componenten smaak, kleur en geur. Dit wordt door voedselproducenten uit marketingoverwegingen gebruikt om toe te voegen aan producten die daardoor ogenschijnlijk minder suiker op het etiket vermeld hebben. Het gaat dan om het verbloemen van het suikergehalte.
Ook medicijnen kunnen verkregen worden door actieve stoffen te concentreren.
Een ander voorbeeld van een concentraat (verrijking) is het verkrijgen van splijtstoffen (uranium) voor kerncentrales. Het geconcentreerde uranium wordt gewonnen uit bauxiet. In de niet-geconcentreerde vorm kan uranium niet gebruikt worden.